# Historia de la anticoncepción

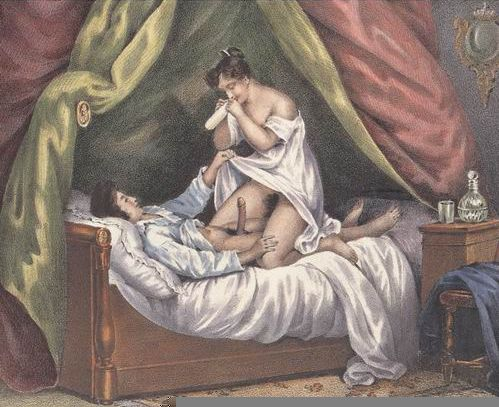
La amante cautelosa (Die vorsichtige Geliebte), en la litografía de Nicolas François Octave Tassaert (1800-1874) la mujer hincha un preservativo de la época para comprobar su buen estado antes de su colocación en el pene y antes del coito. La preocupación ante un embarazo no deseado ha marcado la actitud individual y social ante las prácticas sexuales heterosexuales. La separación práctica de sexualidad y reproducción se ha generalizado con el desarrollo y la utilización de métodos anticonceptivos en la segunda mitad del.

La historia de la anticoncepción o historia de la contracepción es una de las disciplinas de la historia de la medicina que estudia la evolución de la anticoncepción a través del tiempo.

## Separación de sexualidad y reproducción
El origen del control de la natalidad y la anticoncepción debe remontarse al descubrimiento por nuestros antepasados de la asociación entre la práctica de relaciones sexuales y la posibilidad de embarazo en el caso de mujeres fértiles. Aunque en general, la confirmación de la fertilidad era considerada de manera favorable —hasta el punto de que la infertilidad se consideraba una maldición o castigo—, se deseaba controlar la reproducción y en todo caso adecuarla al momento más favorable, facilitarla o impedirla dependiendo de muy variadas circunstancias socioeconómicas. En ese largo tránsito histórico se alumbraba la separación de sexualidad y reproducción que comenzó en el siglo XVIII con la práctica del matrimonio por amor —en el que no contaba solamente la descendencia— y la generalización de los métodos anticonceptivos.
Sigmund Freud escribió en 1898:

Teóricamente, sería uno de los mayores triunfos de la humanidad si el acto responsable de la procreación pudiera ser elevado al nivel de una conducta voluntaria e intencional y, de esta manera, separarlo del imperativo de satisfacer un impulso natural.

### Neomalthusianismo: sexualidad y procreación consciente
El neomalthusianismo tuvo especial auge a finales del siglo XIX y principios del XX extendiendo su influencia durante la primera mitad del siglo XX. El neomalthusianismo es una actualización de la teoría demográfica, social y poblacional de Thomas Malthus que considera correcta la teoría de la población de Malthus -que señala que la población crece a ritmo geométrico y los recursos en progresión aritmética por lo que se llegaría a una catástrofe malthusiana o crecimiento demográfico desorbitado que habría que evitar- pero discrepa en las medidas para controlar el crecimiento de la población. 
Los neomalthusianos consideran la reproducción ilimitada como un problema que afecta de manera especial a las clases pobres con extensas familias numerosas, ya que las condena a la misera. Proponen la toma de conciencia social e individual la limitación de la natalidad como necesaria para evitar la superpoblación —de facto la separación entre sexualidad y reproducción y la defensa de la  maternidad libre—, la procreación consciente, la promoción de la planificación familiar, el uso y difusión de métodos anticonceptivos (principalmente preservativo y diafragma) así como la práctica del aborto considerando inadecuados los obstáculos represivos o destructivos tradicionales del malthusianismo: represión sexual, castidad, retraso del matrimonio, hambrunas, epidemias y guerras.
La difusión y generalización de los métodos anticonceptivos en la segunda mitad del siglo XX ha consolidado la posibilidad real de la separación de prácticas sexuales y reproducción.

### Religión y sexualidad
La relación entre religión y sexualidad es variada en las distintas religiones. Es clave la consideración que pueda darse de diferentes hechos: el matrimonio, las prácticas homosexuales, el adulterio, etc. Para algunos, como Michel Foucault, el control de la sexualidad es una forma más de control social.

#### Iglesia católica: prohibición de la anticoncepción
La moral sexual católica ha sido restrictiva en el uso de la anticoncepción ya que defiende que los fines del matrimonio son dos: ayuda mutua y procreación. Sobre todo se basa en que la relación sexual debe ser unitiva y procreativa, es decir, abierto a la vida (lo que no significa que en toda relación deba buscarse un hijo). Por esto la doctrina católica defiende y promueve los métodos naturales para la regulación de la fertilidad. Excepto en ramificaciones heréticas como el maniqueismo y el catarismo, este principio ha sido reafirmado numerosas veces: encíclica Arcanum Divinae Sapientiae de León XIII; encíclica Casti connubii de 31 de diciembre de 1931 de Pío XI en la que se rechaza cualquier tipo de anticoncepción; encíclica de Pablo VI Humanae vitae de 1968 contra el aborto y el control de la natalidad.

#### Iglesia anglicana: legitimidad y tolerancia de la anticoncepción
La iglesia anglicana en la Conferencia de Lambeth de 1930, presidida por Cosmo Gordon Lang, declara legítimo recurrir a la anticoncepción no sólo mediante la continencia, sino también por otros medios, si bien de forma limitada. Otras declaraciones posteriores, como la de la Conferencia de Lambeth de 1958 y la de la National Council the Churches of Christ, de 1961 en Estados Unidos, corroboran y precisan esta posición que no pone ninguna restricción al uso, en aquel momento, de los últimos métodos anticonceptivos: la píldora y el dispositivo intrauterino (DIU).

## Prohibición de la anticoncepción
No sólo estaba prohibida la anticoncepción en la España católica, y en otros países católicos, sino que estaba prohibida en los EE. UU. A partir de 1873, con la ley Comstock (véase Comstock Law), se prohibió el uso del correo no sólo para objetos, sino para información sobre la anticoncepción. Se prohibió también la anticoncepción en muchos estados. La enfermera Margaret Sanger, fundadora de la American Birth Control League (hoy Planned Parenthood), tuvo que refugiarse en Inglaterra para no ser procesada por repartir información en forma escrita. Los soldados norteamericanos eran los únicos que durante la Primera Guerra Mundial no tenían acceso a condones. Incluso que un médico diera información oral sobre anticoncepción a su paciente estaba prohibido; tal prohibición continuó en el estado de Connecticut hasta 2001 para los casados (fecha del fallo Griswold v. Connecticut; véase Griswold v. Connecticut). Para la población entera, es decir casada o no, la prohibición duró hasta 1972 (el fallo Eisenstadt v. Baird).

## Factores del boom anticonceptivo delsigloXX
Antes del uso masivo general de métodos anticonceptivos en la segunda mitad del siglo XX se produjeron tanto avances científicos como sociales en defensa de la información y el acceso de métodos anticonceptivos -destacan desde comienzos del siglo XX las figuras de Margaret Sanger en Estados Unidos y de Marie Stopes en Reino Unido-. Entre los factores que han intervenido en la difusión del uso de los métodos anticonceptivos en prácticamente todo el mundo se encuentran:
- Éxito en la reproducción: durante el siglo XX se ha conseguido un éxito extraordinario en la reproducción humana, con una alta supervivencia de los hijos nacidos y un aumento extraordinario de la esperanza de vida. Gracias a la extensión de los servicios médicos ligados a la reproducción (ginecólogos, comadronas, pediatras...), hábitos higiénicos, mejora en la alimentación, generalización de antibióticos y otros medicamentos.[13]
- Desarrollo técnico y difusión de métodos anticonceptivos eficaces: la aparición de la píldora anticonceptiva, la accesibilidad del preservativo y la generalización del uso del dispositivo intrauterino, así como todos los demás métodos anticonceptivos permitieron un amplio abanico de opciones con una alta eficacia anticonceptiva y un coste económico que puede considerarse relativamente bajo.
- Reivindicación de la sexualidad femenina: la lucha por la igualdad del feminismo incluye una reivindicación dual: por una parte la posibilidad de disfrute integral de la sexualidad -salud sexual- y por otra la reivindicación del control de la reproducción con garantías sanitarias y socioeconómicas -salud reproductiva-. La planificación familiar ha ido de la mano de la difusión y educación sobre el uso de los métodos anticonceptivos.
- Control de la reproducción

- Control de la reproducción por los progenitores: en las sociedades desarrolladas los posibles progenitores practican una fertilidad controlada por un doble motivo: por una parte los propios individuos reproductores desean disfrutar de todas las etapas de la vida sin obligarse a un esfuerzo reproductivo constante; por otra esos progenitores desean unas condiciones de seguridad económicas, educativas, sociales y psicológicas para sus descendientes que exigen unos ingresos suficientes, cierta estabilidad emocional y social y también un reducido número de descendientes.
- Control de la reproducción institucional y social: El control de la reproducción puede fomentarse desde los gobiernos o instituciones mediante las políticas de natalidad (política de hijo único en China, promoción de la planificación familiar en India, fomento de ayudas a la natalidad, etc.). Además existen algunas asociaciones y grupos antinatalistas que defienden en unos casos la no reproducción radical (sin hijos por elección, movimiento por la extinción humana voluntaria) y en otros la promoción del control crecimiento desmesurado de la población -posiciones de corte maltusiano o neomaltusianas- (Optimum Population Trust)-. Enfrente están quienes defienden o promueven la natalidad o el natalismo; ya sea desde posiciones religiosas o nacionalistas -quienes usan el aumento de la población como un arma de interés estratégico-.

## Historia y desarrollo de los métodos anticonceptivos

### Textos antiguos sobre anticoncepción
A lo largo de la historia se encuentran numerosos testimonios sobre anticoncepción.
- Papiro de Petri, de 1850 a. C., es el primer texto médico del que se tiene noticia. En él aparecen algunas recetas anticonceptivas; una de éstas aconsejaba el uso de excremento de cocodrilo mezclado con una pasta que servía como vehículo, usado seguramente como pesario insertado en la vagina; otra receta consistía en una irrigación de la vagina con miel y bicarbonato de sodio natural.
- Papiro de Ebers, se considera el segundo texto más importante; contiene la primera referencia de un tapón de hilaza medicado: ...tritúrese con una medida de miel, humedézcase la hilaza con ello y colóquese en la vulva de la mujer.[14]

- Talmud, libro de la tradición hebrea; se menciona la práctica del uso del moch (término genérico que significa algodón, que en este caso particular se refiere a un tampón) para las relaciones sexuales, en el judaísmo se ha debatido extensamente acerca de la maneras y situaciones permitidas para el uso de este y otros anticonceptivos.
- Historia Animalium (siglo V a. C.), libro de Aristóteles, es la primera referencia griega sobre la anticoncepción: Algunos impiden la concepción untando la parte de matriz en la que cae el semen con aceite de cedro o con un ungüento de plomo con incienso mezclado con aceite de olivo.[14][18]
- Sun Ssu Mo, texto chino donde se encuentra la mención más antigua: ...tómese algo de aceite y de mercurio y fríase sin parar y tómese una píldora tan grande como una yuyuba con el estómago vacío e impedirá la preñez para siempre.[18]
- Coitus interruptus, aparece en mencionado tanto en la Biblia como en la tradición musulmana:

- Biblia, 38:9-38:10, génesis: Y sabiendo Onán que la descendencia no había de ser suya, sucedía que cuando se llegaba a la mujer de su hermano, vertía en tierra, por no dar descendencia a su hermano.
- La Religión musulmana no se opone a la anticoncepción, el coitus interruptus aparece en primer lugar como método anticonceptivo mencionado en las más antiguas tradiciones musulmanas.

### Espermicidas
Las primeras referencias escritas sobre espermicidas -supositorios vaginales que podían ser también abortivos- aparecen en papiros egipcios el año 1851 a. C. Múltiples sustancias han sido utilizadas a lo largo de la historia (carbonato sódico, vinagre, soluciones jabonosas...) En 1885 aparecen los supositorios de quinina, en 1937 le sustituirá el contraceptivo vaginal de acetato de fenilmercurio. En 1950 aparecen los surfactantes que siguen siendo el principal compuesto de los espermicidas o espermaticidas.

### Dispositivo intrauterino
Se considera a Hipócrates (siglo IV a. C.) el precursor del Dispositivo intrauterino o (DIU) ya que descubrió el efecto anticonceptivo derivado de la colocación de un cuerpo extraño en el interior del útero de algunos animales. Pero no será hasta 1928 cuando el alemán Richard Richter inicie la anticoncepción intrauterina moderna que desde entonces ha mejorado su eficacia y duración.

### Preservativos o condones

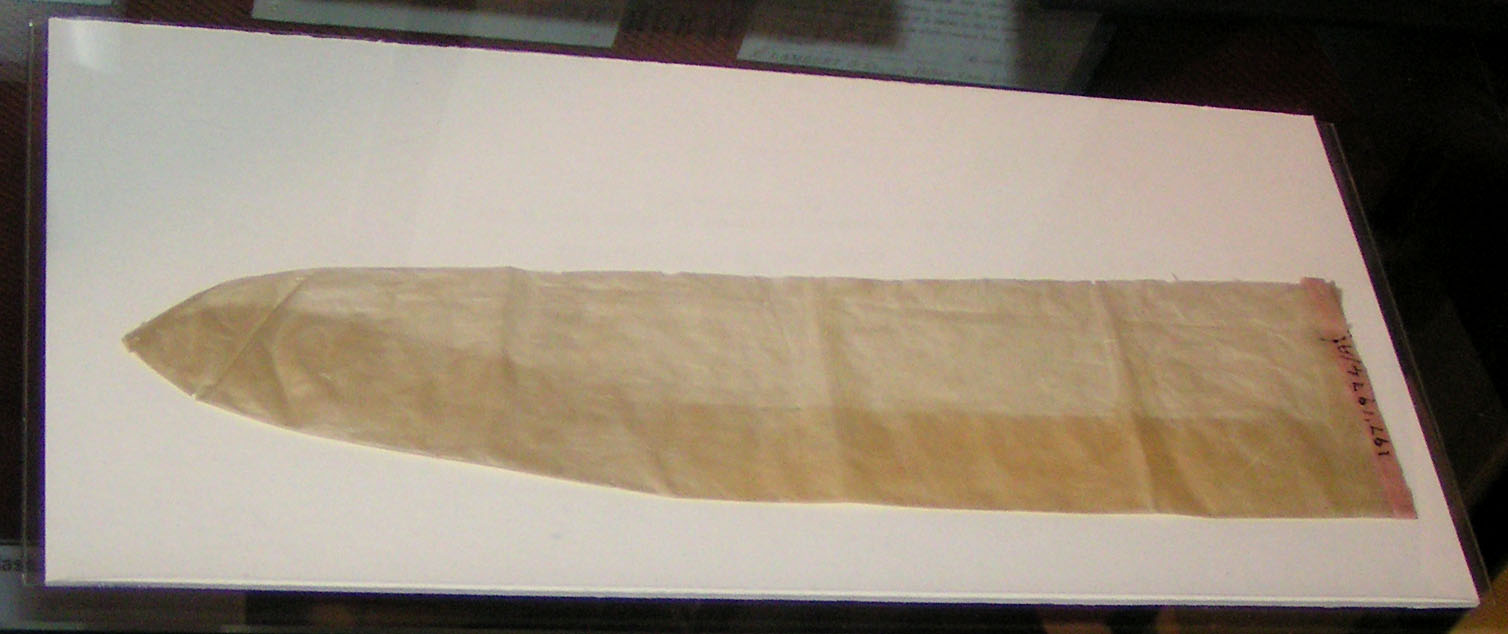
Preservativo de ciego de animal (alrededor de 1900) de la farmacia londinense Bell & Croyden (1798), Museo de Ciencias de Londres.

El preservativo se utiliza tanto para prevenir "enfermedades de transmisión sexual" (o venéreas) como para prevenir embarazos no deseados, es decir como método anticonceptivo. Ya en 1880 adquirieron gran popularidad y durante el siglo XX se difunde su uso por todo el mundo. Su bajo coste, nulos efectos secundarios y doble protección (contagio de enfermedades y como anticonceptivo) han supuesto que sea posiblemente el método anticonceptivo más utilizado.
En Egipto, al menos desde 1000 a. C. se utilizaban fundas de tela sobre el pene. La leyenda del rey Minos (1200 a. C.) hace referencia al empleo de vejigas natatorias de pescado o vejigas de cabra para retener el semen.
El preservativo masculino también tiene antecedentes en Grecia y Roma donde se usaban membranas animales (de intestino y vejiga).
El médico anatomista y cirujano italiano Gabriel Falopio (1523-1562), recoge en su libro De morbo gallico un precursor del condón, que consistía en una vaina hecha de tripa de animal y lino, que se fijaba al pene con una cinta. Su objetivo era prevenir las enfermedades de transmisión sexual como la sífilis y la gonorrea.
Aunque el nombre de condon se atribuye al médico y general del Rey  Carlos II de Inglaterra no está respaldado por los historiadores. Es en el siglo XIX cuando aparece por primera vez la palabra "condón", en un libro dedicado a la sífilis, escrito por el Dr. Turner en 1760.
En 1872 comienza la fabricación con caucho indio en Gran Bretaña vendiéndose en farmacias. El primer diafragma femenino aparece en 1880. En 1993 comienza la comercialización del preservativo femenino.
En el 2000, el museo Británico de Londres expuso por primera vez los preservativos más antiguos del mundo que se conservan, de alrededor de 450 años, que fueron encontrados en excavaciones hechas en los ochenta en el Castillo de Dudley, en el centro de Inglaterra. Los ejemplares expuestos corresponden a los siglos XVI, XVII y XVIII. Llama la atención que estos ejemplares son tan finos como los que se fabrican actualmente de manera industrial con látex. Estos preservativos, fabricados con intestinos de animales, están cosidos cuidadosamente en una extremidad, mientras que la otra punta tiene una cinta que permite mantenerlos apretados una vez colocados. Según los expertos, esos preservativos estaban destinados a hombres que frecuentaban casas de prostitución. No se empleaban como anticonceptivos sino para evitar enfermedades venéreas, especialmente la sífilis. Se cree que antes de ser usados se sumergían en leche tibia para que se ablandaran.
En 2010, el papa Benedicto XVI admite el uso del preservativo en algunos casos como por ejemplo en las relaciones sexuales con prostitutas. Todo ello se recoge en el libro La luz del mundo. El Papa, la iglesia y las señales del tiempo. Una conversación con el Santo Padre, del escritor Peter Seewald.

### Anticoncepción hormonal oral
Se considera al mexicano Luis Ernesto Miramontes el inventor del primer anticonceptivo oral (sintetizó en 1951 la noretisterona), cuya patente obtuvo junto a Carl Djerassi y George Rosenkranz, de la compañía química mexicana Syntex S.A. También fueron fundamentales las aportaciones de Russel Marker y Gregory Goodwin Pincus. Margaret Sanger, a través de la Planned Parenthood consiguió financiación para apoyar el desarrollo de la píldora.
La píldora Enovid fue probada por primera vez en 1954 en 50 mujeres de Massachusetts. La prueba a gran escala se hizo 1956 en Puerto Rico, administrado por EE. UU., sobre un grupo de 225 mujeres pobres y poco instruidas; tuvo una elevada tasa de abandonos y efectos secundarios pese a lo que fue aprobado por la Administración de Alimentos y Medicamentos (FDA) aprobó “Enovid” en 1957 como regulador de la menstruación. En 1960 la FDA permitió finalmente su venta como anticonceptivo aunque el prospecto médico no incluiría información sobre los riesgos y efectos secundarios hasta 1978.
El 9 de mayo de 1960 la FDA realiza la propuesta de venta de la píldora anticonceptiva en Estados Unidos que finalmente será aprobada el 23 de junio de ese mismo año. Su comercialización y uso de se generalizó en ese mismo año y los siguientes considerándose uno de los avances más significativos en anticoncepción que transformó la vida sexual de las mujeres. La píldora, mejorada constantemente, sigue siendo considerada una de las alternativas más eficaces (99,5%) y seguras entre los métodos anticonceptivos.
Actualmente millones de mujeres los usan en todo el mundo, el 19 por ciento de las mujeres entre 15 y 44 años utilizan la píldora anticonceptiva y más del 60 por ciento de las mujeres entre 15 y 44 años utilizan algún método anticonceptivo. Su uso, sin embargo, es desigual según regiones o países, así, un 25% de mujeres en edad fértil en el Reino Unido lo toman, pero solo un 1% en Japón. En España se legalizó la comercialización y el uso de la píldora anticonceptiva el 7 de octubre de 1978, más de 20 años después de otros países europeos.
El 9 de mayo de 2010 se celebró el 50.º aniversario de la aparición de la píldora anticonceptiva.

### Anticonceptivo subdérmico hormonal (implante subcutáneo)
El desarrollo de los anticonceptivos subdérmicos o implantes subcutáneos comienza en 1967, cuando el estadounidense Sheldon Segal y el chileno Horacio Croxatto propusieron el uso de cápsulas subdérmicas de polímeros para la difusión lenta y prolongada de un principio activo anticonceptivo. Norplant, desarrollado en 1983 en Finlandia, es la primera marca de implante subcutáneo con levonorgestrel como principio activo anticonceptivo. Jadelle y Implanon son las marcas de los implantes de segunda generación.

### Anticoncepción hormonal vaginal
Desde 2002 se comercializa el anillo vaginal, similar en su efecto a la píldora pero más cómodo en su uso, con menores efectos secundarios, y con una eficacia del 99,7%.

### Anticoncepción de emergencia (anticoncepción postcoital)
La anticoncepción de emergencia tiene su inicio con la primera administración de estrógenos postcoitales se produce en 1960. A partir de 1975 se extiende el uso del denominado método de Yuzpe (Albert Yuzpe), tratamiento estándar durante 25 años que se ha ido sustituyendo desde finales del siglo XX por la denominada píldora del día después (levonorgestrel y mifepristona). En el año 2009 ha comenzado la comercialización del acetato de ulipristal (píldora de los cinco días después).

### Los métodos naturales
La idea de que existe un periodo estéril en la mujer procede de la antigüedad, cuando se pensaba que la época más favorable para la concepción eran los días inmediatos antes y después de la menstruación, teoría que hoy se sabe es incorrecta. En 1924, Kyusako Ogino y Hermann Knaus sostienen la teoría moderna del periodo fértil, según la cual el día de la ovulación corresponde al decimocuarto día anterior a la menstruación. Desde 1868 Squiere tomó en cuenta la temperatura basal y notificó de su descenso durante el periodo menstrual y su elevación antes del mismo. En 1926 Van der Velde estableció el método de la temperatura en Alemania, y el método basado en la secreción del mucus, desarrollado por Dorairaj, es una variante de la ovulación.

### Aborto inducido
Hasta prácticamente finales del siglo XIX las prácticas y los conceptos de la anticoncepción y aborto estaban muy unidos debido al desconocimiento que se tenía del proceso de concepción: fecundación del óvulo por el espermatozoide (formando el cigoto que se dividirá convirtiéndose en la mórula) y posterior implantación en el útero, 7 días después, de la mórula que ha pasado al estadio de blastocisto -hasta donde se considera la anticoncepción- y de la eliminación, dependiendo del tiempo de desarrollo, del embrión o feto -lo que se considera aborto-.
Se denomina aborto inducido al aborto de carácter voluntario o interrupción voluntaria del embarazo a la interrupción del desarrollo vital del embrión. A diferencia del resto de métodos anticonceptivos que actúan antes de la implantación o fecundación, el aborto se realiza una vez se ha producido la implantación del blastocisto en el útero. El aborto ha sido históricamente, y aún lo es, uno de los métodos más utilizados para el control de los nacimientos y el control de la población.